# Chili con carne
Chili con carne er en stuvning eller ragout fra Texas og det nordlige Mexico med chili og oksekød.
Den indeholder som regel peberfrugt, tomater, løg, bønner og andet.
Chili con carne betyder oversat fra spansk "chili med kød".
Der findes også en vegetarisk variation, kaldet chili sin carne; dvs. "chili uden kød".